# 40 Under 40
Les 40 Under 40 sont une liste de personnes que le magazine Fortune considère comme étant les jeunes leaders les plus influents de l'année.
La liste a existé en deux phases :
- de 1999 à 2003, sous la forme d'un classement purement numérique de la richesse (cette période inclut la bulle Internet de l'an 2000[1]) ;
- l'itération actuelle qui a commencé en 2009 et qui est un classement basé sur le pouvoir et l'influence[2].

La liste comprend des dirigeants d'entreprises, des personnalités politiques, des sportifs, des créateurs de mode et d'autres personnalités de moins de quarante ans. La majorité des membres de la liste sont des dirigeants d'entreprises de l'industrie technologique.
La liste présente des hommes et des femmes d'affaires qui se sont fait un nom dans diverses industries qui ne sont pas nécessairement des entreprises de grande envergure.